# Jacques Despars
Jacques Despars (ou Desparts) de son nom latin Jacobus de Partibus (né v. 1380 dans la région de Tournai - mort le 3 janvier 1458) était un médecin français du XVe siècle. Il devint maître en médecine en 1410 après ses études à l'université de Montpellier puis à Paris. Célèbre pour son Commentaire du Canon d'Avicenne, 1498.

## Biographie
Jacques Despars (ou Desparts) était tout à la fois médecin et clerc. Il fut reçu Docteur en 1440 et il avait de grandes connaissances en théologie.
Il devint chanoine de Tournai, puis chancelier de l'Église de Paris. D'abord attaché comme médecin du duc de Bourgogne, puis comme Premier médecin du roi Charles VII, on lui confia aussi d'autres responsabilités. Il fut député par l'Université au concile de Constance, assemblé en 1414 et terminé en 1418, qui devait décider dans l'affaire du Grand Schisme d'Occident et organiser l'opposition au pape Jean XXIII.
Il se retire dans la ville de Tournai, dont il était chanoine et trésorier de l'église, pourvu de bénéfices ecclésiastiques.  Sa fortune et ces revenus substantiels lui permirent de créer des locaux pour un certain nombre d'écoles, en 1469, et d'offrir à la Faculté de Médecine de Paris, par deux fois, une très riche masse en argent destinée à être portée par le bedeau universitaire, ce qui le fit considérer comme un bienfaiteur. 
Le médecin Eudes de Creil fut son disciple. La date de sa mort est longtemps restée incertaine (des sources anciennes indiquent 1465 voire 1480), la date de naissance restant indéterminée.

## Œuvre
Il est l'auteur de Commentaire sur Avicenne, ouvrage majeur et célèbre de son temps, qui lui demanda dix ans de travail préparatoire pour la seule recherche documentaire, et qui fut copié par plusieurs médecins. Il explique qu'il a revu tous les textes des auteurs cités par Avicenne, les grecs (Hippocrate, Aristote, Galien, Alexandre de Trallès) et les arabes (Avenzoar, Rhazes, Serapion, Mesué, et Averroès), pour les diviser en chapitres, paragraphes, sections et points, en les reliant par une table et des entrées. Il commence la rédaction en 1432 et la termine en 1453.
En sus de l'argumentation scolastique, commune aux autres commentateurs médiévaux,  Despars inaugure une nouvelle approche, presque philologique, signe d'une influence des courants humanistes du début du XVe siècle.  Despars intègre l'étude critique des différentes variantes d'un même texte, distingue les erreurs de scribe par la paléographie, fait appel à la lexicographie pour comprendre les termes grecs et arabes. Il va au-delà de la fragmentation en citations isolées. Pour une meilleure compréhension, il veut retrouver le contexte, à la recherche de la cohérence des sources et des discours.

### Ouvrages
- Commentaire sur Avicenne, 1498, Lyon, 4 vol. in-fol.; Venise, 1518, 1576, in-fol. Le titre exact est Explanatio in Avicennam, una cum Textu ipsius Avicenna a se castigato & exposito.
- Expositio interlinearis in practicam Alex. Tralliani (Venise, 1522, in-fol., avec la Practica d'Alexandre de Tralles, VI° s.);
- Summula per alphabetum super plurimis remediis et ipsius, Jacobi Partibus, (Jacques Despars) 38 pages & illustrations, Lyon, s.n., 1500
- Opera quaedam in re medica, Lyon, 1496.

### Études
- Danielle Jacquart, «  Le regard d'un médecin sur son temps : Jacques Despars (1380?-1458) », in Bibliothèque de l'école des chartes, no 138-1, 1980, p. 35-86, [lire en ligne].
- Danielle Jacquart, Un médecin parisien du XVe siècle : Jacques Despars, (1380-1458), thèse École nationale des chartes, Paris, 1971. Voir résumé in Bibliothèque de l'école des chartes, janvier-juin 1980, page 35 et suiv.